# Rod El Farag
Rod El Farag (arabiska: روض الفرج, är en administrativt område (kism) som utgör cirka en tredjedel av Shobra-området  strax norr om centrala Kairo, Egypten. Rod El Farag gränsar till Nilen i väst, stadsdelen Shobra (kism) i öster, Boulaq i söder och Elsahel i norr. Området är tätbefolkat med 57 000 innevånare per km2. 
Historiskt har Rod El Farag varit ett bostadsområde under flera sekel och var redan under tidigt 1900-tal känt för sina nattklubbar.  Under många år var dessutom Rod El Farag platsen för Kairos största partihandelmarknad av frukt- och grönsaker som tidigare var den största i Egypten. På 1990-talet flyttades dock den stora partihandelsmarknaden till Obour City, ett distrikt cirka 25 kilometer nordost om Kairo centrum, och på dess ursprungliga plats ligger nu Rod El Farag Cultural Palace. 
En mindre frukt och grönsaksmarknad existerar dock fortfarande på den ursprungliga marknadsplatsen.